# تپه سفالی سنگ بست
تپه سفالی سنگ بست مربوط به سده ۷ - ۸ ق است و در شهرستان فریمان واقع شده و این اثر در تاریخ ۱۳ بهمن ۱۳۸۸ با شمارهٔ ثبت ۲۹۰۵۹ به‌عنوان یکی از آثار ملی ایران به ثبت رسیده‌است.